# Liste der Monuments historiques in Rurey
Die Liste der Monuments historiques in Rurey führt die Monuments historiques in der französischen Gemeinde Rurey auf.

## Liste der Objekte
| Bezeichnung | Beschreibung          | Standort                                             | Kennzeichnung | Schutzstatus | Datum | Bild |
| ----------- | --------------------- | ---------------------------------------------------- | ------------- | ------------ | ----- | ---- |
| Kanzel      | Holz, 18. Jahrhundert | in der Kirche Nativité-de-Saint-Jean-Baptiste (Lage) | PM25001288    | Classé       | 1972  |      |